# Serralada Torricelli
Les muntanyes Torricelli són una serralada a la província de Sandaun, al nord-oest de Papua Nova Guinea. El pic més alt de la serralada és el mont Sulen, amb 1.650 metres. Les muntanyes Bewani es troben a l'oest i les muntanyes del Príncep Alexandre a l'est. Al nord, les muntanyes s'inclinen cap a l'oceà Pacífic, i al sud es troba la conca del riu Sepik. Les muntanyes reberen el nom del físic i matemàtic italià Evangelista Torricelli durant el període colonial alemany.
El 1910, l'etnòleg suís Otto Schlaginhaufen i el botànic alemany Rudolf Schlechter van emprendre una expedició a la serralada.
Desenes de llengües diferents encara es parlen al llarg de la serralada. Són una família lingüística i s'anomenen Llengües de Torricelli.

## Ecologia
La part de la serralada per sobre dels 1.000 metres d'altitud acull l'ecoregió de les selves pluvials de muntanya del nord de Nova Guinea, que també s'estén per parts de les serralades veïnes. Els vessants per sota dels 1.000 metres formen part dels boscos pluvials de terres baixes i dels pantans d'aigua dolça del nord de Nova Guinea.

Dos dels mamífers més amenaçats del món, el cangur arborícola de Scott (Dendrolagus scottae) i el cangur arborícola de mantell daurat (Dendrolagus pulcherrimus), viuen a la selva tropical de les muntanyes.  Descobert en 1981, l'amenaçat amb perill crític d'extinció petaure d'Abid viu exclusivament a una àrea menor de 100 km2 de les Muntanyes Torricelli.

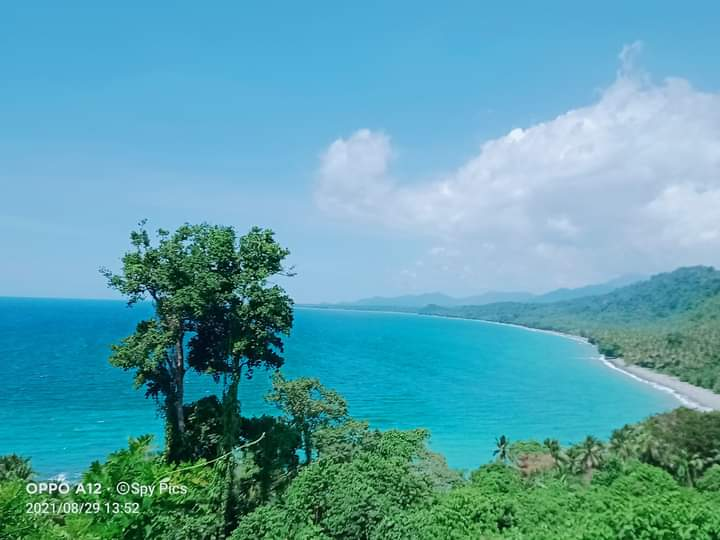
Costa nord de la província de Sepik (Mont Matapau). Les muntanyes de la serralada arriben a la costa.